# Puente Seongsu
El Puente Seongsu (en coreano: 성수대교) es un puente sobre el río Han en Seúl, Corea del Sur. El puente une los distritos de Seongdong y Gangnam. El puente voladizo se completó en 1979, y su longitud total es de 1.160 metros Se hizo famoso cuando se derrumbó el 21 de octubre de 1994.
El puente se derrumbó por la mañana temprano, cuando uno de sus losas de concreto cayó debido a una falla de la estructura de la suspensión. Este fallo estructural fue causado por la soldadura inadecuada de las armaduras de acero de la estructura de la suspensión por debajo de la calzada de hormigón.
En el accidente murieron 32 personas y 17 resultaron heridas. Después, se suponía que el puente fuese reparado, pero debido a una debilidad en la estructura, tuvo que ser completamente rediseñado y reconstruido. El nuevo diseño se terminó el 15 de agosto de 1997, y es similar al diseño original.